# Raphael Holzdeppe
Marcel Raphael Holzdeppe (Zweibrücken, 28 de setembro de 1989) é um saltador com vara alemão. Seu maior sucesso foi a medalha de ouro que conquistou no Campeonato Mundial de Atletismo de 2013 em Moscovo, Rússia. Em Pequim 2015 não conseguiu manter o título mundial conquistado dois anos antes, ficando com a medalha de prata.
Em Londres 2012, conquistou a medalha de bronze olímpica.